# Molorchus pallidipennis
Molorchus pallidipennis är en skalbaggsart som beskrevs av Lucas Friedrich Julius Dominikus von Heyden 1887. Molorchus pallidipennis ingår i släktet Molorchus och familjen långhorningar.
Artens utbredningsområde är Kazakstan. Inga underarter finns listade i Catalogue of Life.